# Keith Jarrett at the Blue Note
Keith Jarrett at the Blue Note från 1995 är ett musikalbum med Keith Jarretts ”Standards Trio”. Albumet, som består av sex cd, spelades in i juni 1994 på jazzklubben Blue Note i New York.

## Låtlista

### Cd 1 (3 juni 1994)
1. In Your Own Sweet Way (Dave Brubeck) – 17:59
2. How Long Has This Been Going On? (George Gershwin/Ira Gershwin) – 9:09
3. While We're Young (Alec Wilder) – 11:01
4. Partners (Keith Jarrett) – 8:28
5. No Lonely Nights (Keith Jarrett) – 7:16
6. Now's the Time (Charlie Parker) – 8:30
7. Lament (J. J. Johnson) – 7:09

### Cd 2 (3 juni 1994)
1. I'm Old Fashioned (Jerome Kern/Johnny Mercer) – 10:36
2. Everything Happens to Me (Matt Dennis/Tom Adair) – 11:49
3. If I Were a Bell (Frank Loesser) – 11:26
4. In the Wee Small Hours of the Morning (David Mann/Bob Hilliard) – 8:45
5. Oleo (Sonny Rollins) – 8:03
6. Alone Together (Arthur Schwartz/Howard Dietz) – 11:20
7. Skylark (Hoagy Carmichael/Johnny Mercer) – 6:36
8. Things Ain't What They Used to Be (Mercer Ellington/Ted Persons) – 7:53

### Cd 3 (4 juni 1994)
1. Autumn Leaves (Joseph Kosma/Jacques Prévert/Johnny Mercer) – 26:43
2. Days of Wine and Roses (Henry Mancini/Johnny Mercer) – 11:30
3. Bop-Be (Keith Jarrett) – 6:18
4. You Don't Know What Love Is / Muezzi (Gene DePaul/Don Raye/Keith Jarrett) – 20:31
5. When I Fall in Love (Victor Young/Edward Heyman) – 5:42

### Cd 4 (4 juni 1994)
1. How Deep Is the Ocean? (Irving Berlin) – 11:25
2. "Close Your Eyes (Bernice Petkere) – 9:27
3. Imagination (Jimmy Van Heusen/Johnny Burke) – 8:44
4. I'll Close My Eyes (Buddy Kaye/Billy Reid) – 10:11
5. I Fall in Love Too Easily / The Fire Within (Jule Styne/Sammy Cahn/Keith Jarrett) – 27:08
6. Things Ain't What They Used to Be (Mercer Ellington/Ted Persons) – 8:58

### Cd 5 (5 juni 1994)
1. On Green Dolphin Street / Joy Ride (Bronisław Kaper/Ned Washington/Keith Jarrett) – 21:07
2. My Romance (Richard Rodgers/Lorenz Hart) – 9:40
3. Don't Ever Leave Me (Jerome Kern/Oscar Hammerstein) – 5:08
4. You'd Be So Nice to Come Home To (Cole Porter) – 6:58
5. La Valse Bleue (Robert Wilbur) – 7:03
6. No Lonely Nights (Keith Jarrett) – 6:21
7. Straight, No Chaser (Thelonious Monk) – 6:13

### Cd 6 (5 juni 1994)
1. Time after Time (Jule Styne/Sammy Cahn) – 12:36
2. For Heaven's Sake (Donald Meyer/Elise Bretton/Sherman Edwards) – 11:02
3. Partners (Keith Jarrett) – 8:56
4. Desert Sun (Keith Jarrett) – 28:32
5. How About You? (Burton Lane/Ralph Freed) – 7:11

## Medverkande
- Keith Jarrett – piano
- Gary Peacock – bas
- Jack DeJohnette – trummor